# Bancroft (Virgínia Ocidental)
Bancroft é uma cidade  localizada no estado norte-americano de Virgínia Ocidental, no Condado de Putnam.

## Demografia
Segundo o censo norte-americano de 2000, a sua população era de 367 habitantes.
Em 2006, foi estimada uma população de 377, um aumento de 10 (2.7%).

## Geografia
De acordo com o United States Census Bureau tem uma área de
0,4 km², dos quais 0,4 km² cobertos por terra e 0,0 km² cobertos por água. Bancroft localiza-se a aproximadamente 313 m acima do nível do mar.

## Localidades na vizinhança
O diagrama seguinte representa as localidades num raio de 12 km ao redor de Bancroft.